# Kudzai Chimbaira
Kudzai Chimbaira (* 13. Oktober 1985 in Simbabwe; † 23. Januar 2018 in Schweden) war eine simbabwisch-schwedische Schauspielerin und Regisseurin.

## Leben und Karriere
Chimbaira wurde 1985 in Simbabwe geboren. Ihr Debüt gab sie 2005 in dem Kurzfilm Pamvura. Dafür erhielt sie 2007 eine Auszeichnung beim „Zimbabwe International Film Festival“ als beste Schauspielerin in einem Kurzfilm. Im selben Jahr erhielt sie für ihre Rolle in dem Theaterstück Anatol die Auszeichnung National Arts Merit Award. 2008 führte sie in dem Bühnenstück Silent Words Regie. 2008 bekam sie auch eine Auszeichnung beim Carthage International Film Festival als beste Schauspielerin. 2008 spielte sie in dem Film Zimbabwe die Hauptrolle. Im selben Jahr zog Chimbaira nach Schweden. In Schweden gründete sie ein eigenes Theater namens Integrationsteatern. Außerdem spielte sie in dem schwedischen Film Medan vi Liver. Am 23. Januar 2018 starb Chimbaira.

## Filmografie
- 2005: Pamvura
- 2008: Zimbabwe
- 2016: Medan vi lever